# Worsbrough
Worsbrough – wieś w Anglii, w hrabstwie ceremonialnym South Yorkshire, w dystrykcie metropolitalnym Barnsley. Leży 16 km na północ od miasta Sheffield i 242 km na północ od Londynu. Miejscowość liczy 9516 mieszkańców.